# Waldeck Pyrmontlaan 2-16
De landhuizen aan de Waldeck Pyrmontlaan 2-16 vormen een gemeentelijk monument in Baarn in de provincie Utrecht. Het huis staat in het Wilhelminapark dat onderdeel is van  rijksbeschermd dorpsgezicht Prins Hendrikpark e.o.
De middenstandswoningen aan de Waldeck Pyrmontlaan werden in 1921 ontworpen door de Baarnse architect/uitvoerder Herman Onvlee. De vier dubbele woningen hebben symmetrische voorgevels, de ingangen bevinden zich in de zijgevels.